# Hács
Hács je vas na Madžarskem, ki upravno spada pod podregijo Lengyeltóti Šomodske županije.